# Campionati del mondo di ciclismo su strada 2004 - Cronometro maschile Under-23
La cronometro maschile Under-23 dei Campionati del mondo di ciclismo su strada 2004 fu corsa il 27 settembre 2004 in Italia, nei dintorni di Bardolino, su un percorso di 36,75 km. L'oro andò allo sloveno Janez Brajkovič, che vinse con il tempo di 46'56"39 alla media di 46,975 km/h, l'argento all'olandese Thomas Dekker e il bronzo all'italiano Vincenzo Nibali.

## Classifica (Top 10)
| Pos. | Corridore        | Squadra     | Tempo     |
| ---- | ---------------- | ----------- | --------- |
| 1    | Janez Brajkovič  | Slovenia    | 46'56"39  |
| 2    | Thomas Dekker    | Paesi Bassi | a 18"93   |
| 3    | Vincenzo Nibali  | Italia      | a 19"32   |
| 4    | Dominique Cornu  | Belgio      | a 20"95   |
| 5    | Christian Müller | Germania    | a 47"75   |
| 6    | Francesco Rivera | Italia      | a 1'00"68 |
| 7    | Piotr Mazur      | Polonia     | a 1'21"80 |
| 8    | Andrij Hrivko    | Ukraina     | a 1'23"24 |
| 9    | Łukasz Bodnar    | Polonia     | a 1'27"47 |
| 10   | Stanislav Belov  | Russia      | a 1'33"47 |